# Hôtel van den Steen
L'hôtel van den Steen ou hôtel van den Steen de Jehay est un hôtel particulier du XVIe siècle situé en Belgique à Liège au Mont Saint-Martin. Il a appartenu pendant plus de deux siècles à une famille illustre de Liège : la famille van den Steen.

## Localisation
L'ancien hôtel van den Steen se compose de quatre bâtiments situés du no 29 au no 39 au Mont Saint-Martin, dans le quartier Saint-Laurent et sur la colline historique de Publémont à Liège. Seul l'hôtel particulier sis aux nos 37 et 39 fait l'objet d'un classement. Voie parmi les plus anciennes de la ville de Liège, le Mont Saint-Martin a conservé un très riche patrimoine architectural.

## Historique
Une étude dendrochronologique[Laquelle ?] d'une charpente de l'hôtel des nos 37 et 39 permet de le faire remonter au début du XVIe siècle.[réf. nécessaire]
Le bâtiment a été construit à cette époque par le tréfoncier (propriétaire du terrain) Gérard Chevalier (appelé aussi Militis) et terminé dans la seconde moitié de ce siècle par son neveu appelé aussi Gérard Chevalier[réf. nécessaire]. Propriété de la famille van den Steen de 1641 à 1866, l'hôtel servit de résidence à plusieurs membres de la famille[réf. nécessaire]. Il fut remanié dans la seconde moitié du XVIIIe siècle par l'architecte [[Jacques-Barthélemy Renoz|Jacques-Barthélemy Renoz[réf. nécessaire]]].

## Description
La façade symétrique (à l'exception d'une seconde porte d'entrée en travée de droite, sans doute aménagée postérieurement) de l'hôtel particulier situé aux nos 37 et 39 comprend cinq travées et trois niveaux (deux étages) ainsi qu'une haute toiture percée de six lucarnes à l'avant et à l'arrière et trois sur le côté latéral gauche. Le rez-de-chaussée est entièrement élevé en pierre calcaire taillée. Les deux étages sont bâtis en brique. Les baies des étages sont munis de garde-corps en fer forgé. Sous la corniche, 19 demi-cercles ouverts vers le bas contenant chacun un losange forment une frise sur toute la longueur de la façade. Un aile annexe a été construite au XVIIIe siècle à l'arrière, perpendiculairement aux travées de droite.
Les autres immeubles (du no 29 au 35) gardent quelques témoignages de leur édification au XVIe siècle comme, au no 31, les vestiges d'une tour en briques et tuffeau élevée en 1552 et partiellement démolie en 1873 ainsi que les bandeaux encore visibles à la travée de droite.